# Chloe Hosking
Chloe Hosking, née le 1er octobre 1990 à Bendigo, est une coureuse cycliste australienne spécialiste du sprint.

## Biographie
En 2009, elle participe au Tour de l'île de Chongming avec l'équipe nationale australienne. Elle remporte la première étape au sprint, finit troisième de la deuxième étape, première de la troisième. Elle s'adjuge le classement final au terme de la quatrième étape.

### 2015
Elle commence la saison sur route au Tour du Qatar. La deuxième étape est venteuse et une course de bordure se déclenche immédiatement. Chloe Hosking est présente dans le groupe de tête et finit quatrième. Elle prend la même place le lendemain lors d'un nouveau sprint. Elle est deuxième de la dernière étape et conclut le Tour du Qatar à la deuxième place du classement général.
Au Samyn des Dames, elle part en échappée dans le dernier tour avec Emma Johansson et Anna van der Breggen notamment et compte jusqu'à une minute dix d'avance. Finalement, elles sont reprises et elle prend la quatrième place du sprint massif. Au Tour de Drenthe, elle sert de poisson pilote à Jolien D'Hoore et lui permet de s'imposer facilement. En mai, Chloe Hosking se montre la plus rapide au sprint du 7-Dorpenomloop van Aalburg. À Plumelec, sur la Classique Morbihan, Chloe Hosking s'échappe et s'impose seule.
Au BeNe Ladies Tour, elle s'échappe avec sa Floortje Mackaij, Elena Cecchini et Jolien D'Hoore lors de la première étape. Elle aide cette dernière à s'imposer. Sur la dernière étape, Chloe Hosking termine troisième.

### 2016
Au Tour de l'île de Chongming, Chloe Hosking est troisième de la première étape, première de la deuxième et deuxième de la dernière étape, toutes arrivées au sprint. Par le jeu des bonifications, elle obtient la victoire finale ainsi que les maillots du classement par points et de la montagne. 
Au Tour d'Italie, elle remporte à sa propre surprise au sprint la troisième étape,. À La Madrid Challenge by La Vuelta, l'équipe réalise un doublé avec Jolien D'Hoore vainqueur et Chloe Hosking deuxième au sprint massif. Sur la course en lignes des championnats du monde, elle se classe septième du sprint massif.

### Depuis 2017: Alé Cipollini

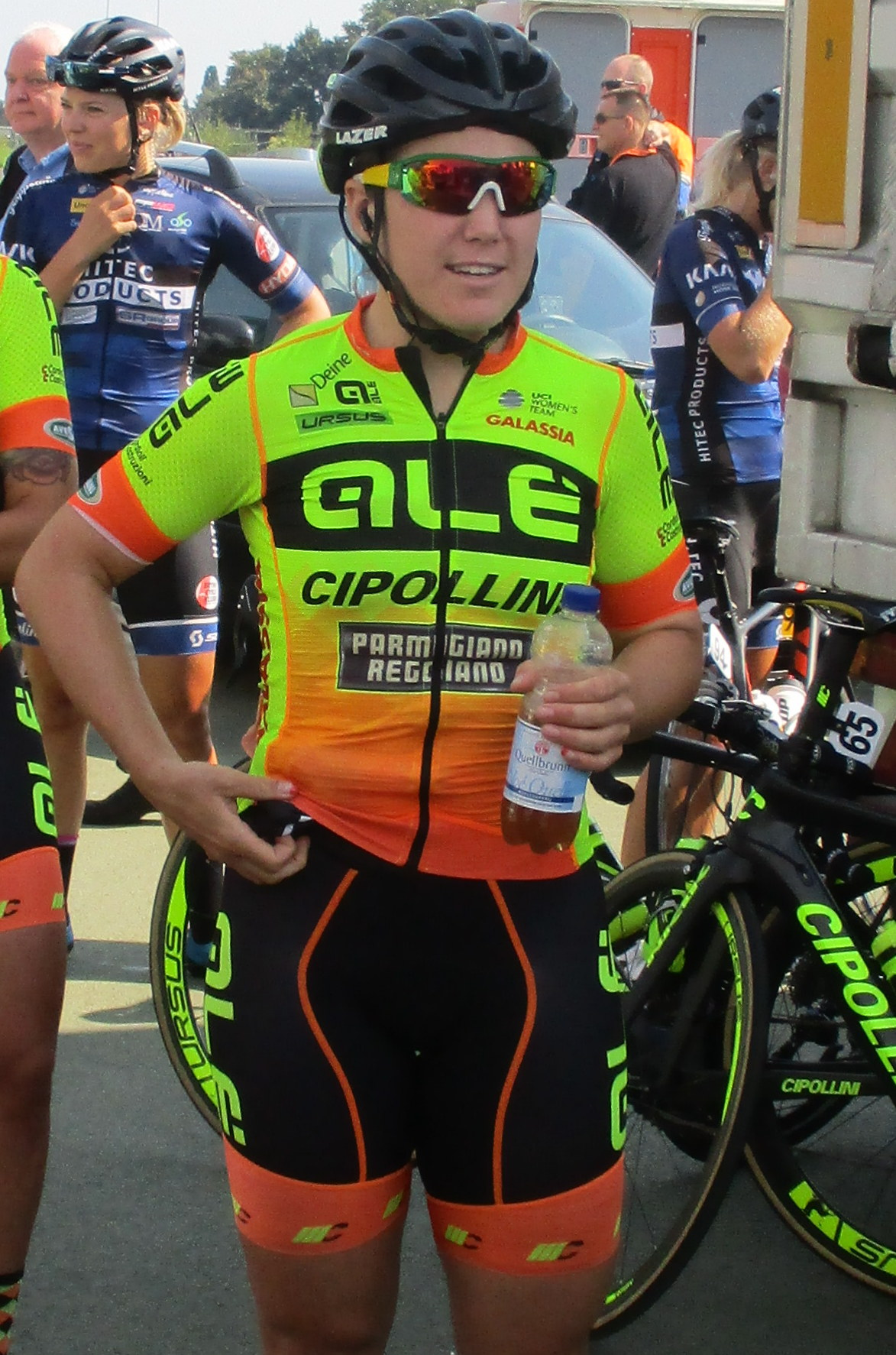
Au Boels Ladies Tour

En 2017, au Drentse 8, elle s'impose largement au sprint après avoir été aux avant-postes tout au long de la journée.
Son début d'année 2018 est une réussite : elle remporte une étape du Santos Women's Tour, la Cadel Evans Great Ocean Road Race et la course en  ligne des Jeux du Commonwealth.
En 2019, elle est prise dans la chute générale durant le sprint massif de la RideLondon-Classique. Elle souffre d'une commotion cérébrale et doit se mettre au repos.

### 2021
Au Tour de Norvège, Chloe Hosking remporte la dernière étape au sprint. Au Tour de l'Ardèche, elle gagne le sprint de la troisième étape. 
Au Women's Tour, Chloe Hosking est devancée dans le sprint de la première étape par Marta Bastianelli. Le lendemain, au cinquième tour, un groupe de huit coureuses dont Chloe Hosking se forme. Il prend vingt-cinq secondes d'avance, mais est repris avant la montée de  Barr Beacon. Chloe Hosking est troisième du sprint de la quatrième étape, puis quatrième dans celui de la cinquième étape avant d'être de nouveau troisième le dernier jour.

## Palmarès

### Par années
- 2009
  - Masterton Cup
  - Tour de l'île de Chongming :
    - Classement général
    - 1re et 3e étapes

  - 2e du Therme Kasseienomloop
  - 3e du Tour de Bochum
- 2010
  -  Championne d'Australie du critérium des moins de 23 ans
  - 2e du Grand Prix de Roulers
  -  Médaillée de bronze de la course en ligne des Jeux du Commonwealth
- 2011
  - Santos Women's Cup
  - 3e étape de la San Dimas Stage Race
  - 3e étape du Tour de l'île de Chongming
  - 1re étape du Tour de Thuringe (contre-la-montre par équipes)
  - 2e étape du Trophée d'Or féminin (contre-la-montre par équipes)
  - 1re étape du Tour de Toscane (contre-la-montre par équipes)
  - 2e du championnat d'Australie du critérium des moins de 23 ans
  - 3e du championnat d'Australie du critérium
  - 6e du championnat du monde sur route
- 2012
  - Drentse 8 van Dwingeloo
  - Halle-Buizingen
  - 5e étape de la Route de France féminine
  - 4e du Tour of Chongming Island World Cup
- 2013
  - 1re étape du Tour du Qatar
  - 5e étape du Boels Ladies Tour
  - 2e du Tour du Qatar
  - 2e du Tour de l'île de Chongming
  - 3e du Ronde van Gelderland
  - 4e du Tour de Drenthe
- 2014
  - Circuit de Borsele
  - 3e étape du Lotto-Belisol Belgium Tour
  - 3e du Tour du Qatar
- 2015
  - 7-Dorpenomloop van Aalburg
  -  La Classique Morbihan
  - 2e du Tour du Qatar
  - 2e du Novilon Eurocup
  - 2e du Grand Prix international de Dottignies
  - 3e de Gand-Wevelgem
  - 5e du Tour de Drenthe
- 2016
  - 4e étape du Tour du Qatar
  - Tour de l'île de Chongming :
    - Classement général
    - 2e étape

  - La course by Le Tour de France
  - Grand Prix Bruno Beghelli
  - 3e étape du Tour d'Italie
  - 3e étape de la Route de France
  - 2e de La Madrid Challenge by La Vuelta
  - 5e du contre-la-montre par équipes de l'Open de Suède Vårgårda
  - 7e du championnat du monde sur route
- 2017
  - Drentse 8
  - 3e étape du Santos Women's Tour
  - 3e étape de The Women's Tour
  - 2e étape du Tour de Norvège
  - 2e du Omloop van het Hageland
  - 2e du Grand Prix international de Dottignies
  - 3e du Tour de l'île de Chongming
  - 6e de la course en ligne de l'Open de Suède Vårgårda
  - 6e du Tour de Norvège
  - 7e de La Madrid Challenge by La Vuelta
  - 10e du Tour de Drenthe
- 2018
  -  Médaillée d'or de la course en ligne aux Jeux du Commonwealth
  - 4e étape du Santos Women's Tour
  - Cadel Evans Great Ocean Road Race
  - 2e du Omloop van het Hageland
  - 2e des Trois Jours de La Panne
  - 3e du Women's Herald Sun Tour
  - 3e du Drentse 8 van Westerveld
  - 3e du Tour de Drenthe
  - 4e de la RideLondon-Classique
  - 9e du Tour de l'île de Chongming
- 2019
  - 4e étape du Santos Women's Tour
  - 1re étape du Women's Herald Sun Tour
  - 1re étape du Tour de Toscane féminin-Mémorial Michela Fanini
  - 2e étape de La Madrid Challenge by La Vuelta
  - Tour du Guangxi
  - 4e de la course en ligne de l'Open de Suède Vårgårda
- 2020
  -  Championne d'Australie du critérium
  - 1re étape du Santos Women's Tour
  - 7e étape du Tour cycliste féminin international de l'Ardèche
  - Grand Prix d'Isbergues
  - 6e de la Cadel Evans Great Ocean Road Race
- 2021
  - 4e étape du Tour de Norvège
  - 3e étape du Tour cycliste féminin international de l'Ardèche
  - 3e du Samyn des Dames
  - 3e du championnat d'Australie du critérium
- 2022
  - Contre-la-montre par équipes de l'Open de Suède Vårgårda
- 2023
  - 2e de la Melbourne to Warrnambool Classic

### Classements mondiaux
| Année                                 | 2009 | 2010 | 2011 | 2012 | 2013 | 2014 | 2015 | 2016 | 2017 | 2018 | 2019 | 2020 | 2021 | 2022 | 2023 |
| ------------------------------------- | ---- | ---- | ---- | ---- | ---- | ---- | ---- | ---- | ---- | ---- | ---- | ---- | ---- | ---- | ---- |
| Classement UCI                        | 16e  | 52e  | 24e  | 24e  | 19e  | 45e  | 25e  | 11e  | 13e  | 13e  | 38e  | 31e  | 59e  | 145e | 854e |
| UCI World Tour                        |      |      |      |      |      |      |      | 9e   | 10e  | 17e  | 23e  | 50e  | 43e  | 89e  | 240e |
|                                       |      |      |      |      |      |      |      |      |      |      |      |      |      |      |      |
| Légende : nc = non classéSource : UCI |      |      |      |      |      |      |      |      |      |      |      |      |      |      |      |